# Palermo Centrale
Palermo Centrale egy vasúti fejpályaudvar Palermóban, Olaszországban, Szicília szigetén. Egyike az ország 13 legforgalmasabb pályaudvarának, így a Grandi Stazioni üzemelteti. 1886-ban nyílt meg.

## Vasútvonalak
- Palermo–Agrigento–Porto Empedocle-vasútvonal
- Caltanissetta-Palermo-vasútvonal
- Palermo–Messina-vasútvonal
- Palermo Centrale-Palermo Sampolo-vasútvonal